# Neu Königsaue
Neu Königsaue ist ein Ortsteil der Stadt Aschersleben im Salzlandkreis (Sachsen-Anhalt). Durch den Ort verläuft der Europaradweg R1, der das französische Boulogne-sur-Mer mit Sankt Petersburg in Russland verbindet.

## Geschichte
Neu Königsaue ist ein junger Ort. Er entstand Mitte der 1960er Jahre etwa 1.500 Meter vom Ursprungsort entfernt. Das ursprüngliche Dorf Königsaue musste dem Braunkohletagebau weichen. In unmittelbarer Nähe befindet sich das Harzer Seeland.
Die Gemeinde Königsaue wurde am 7. Oktober 1967 in die Gemeinde Schadeleben eingegliedert. Am 12. Juni 1990 wurde die Gemeinde unter dem Namen Neu Königsaue neu gebildet. Am 1. Januar 2009 wurde sie nach Aschersleben eingemeindet.
Der Bahnhof Königsaue lag an der Bahnstrecke Aschersleben–Nienhagen. Diese Strecke ist stillgelegt.